# Horisme boarmiata
Horisme boarmiata là một loài bướm đêm trong họ Geometridae.